# Käthe Thiemann
Käthe Thiemann, geborene Ulrich, (* 30. Juli 1911 in Hamburg; † 30. September 2001 ebenda) war eine deutsche Geografin, Lehrerin und Schulleiterin.

## Leben
Nach dem Besuch von Grundschule und Mittelstufe von 1918 bis 1928 wechselte Käthe Thiemann an die Helene-Lange-Schule. Grund für den Schulwechsel war, dass diese Schule stärker auf Mathematik und Naturwissenschaften ausgerichtet war. 1931 legte Thiemann die Reifeprüfung ab. Nach dem Abitur studierte Thiemann von 1931 bis 1935 Mathematik, Erdkunde und Musikwissenschaften. Das Studium absolvierte sie an den Universitäten in Heidelberg, Leipzig und Jena, wo sie 1936 in Geografie promoviert wurde. In ihrer Promotionsschrift behandelte sie das Rote Kliff auf Sylt.
Beeinflusst durch ihre Klassenlehrerin Irma Stoß, die Schulleiterin Alice Pollitz und anderer Lehrerinnen, die sich im Allgemeiner Deutscher Lehrerinnenverein (ADLV) engagierten, trat Thiemann bereits als Schülerin für gleiche Bildungsmöglichkeiten von Mädchen und Frauen ein. Sie besuchte Versammlungen und Veranstaltungen, bei denen Forderungen aufgestellt wurden, die Schulleitung von Mädchenschulen Frauen zu übertragen. 1931 verfasste Thiemann eine wissenschaftliche Untersuchung mit dem Titel „Das Schulwesen im Deutschen Reiche. Schuljahr 1926/27“. Das in der Verbandszeitung des ADLV erschienene Werk enthielt Statistiken und Tabellen, die Erfolge der Frauenbewegung bzgl. der Bildungschancen von Schülerinnen darstellten. Nach dem Studium besuchte sie während Aufenthalten in Hamburg private Treffen von Mitgliedern von in der Zwischenzeit verbotenen Frauenbewegungen. Neben Irma Stoß und Alice Pollitz nahmen Margarete Treuge, Anni Grühn, Emmy Beckmann und andere Frauen an den Zusammenkünften teil. 
Obwohl sie aufgrund der politischen Situation zur Zeit des Nationalsozialismus nicht beabsichtigte, eine Lehrtätigkeit auszuüben, legte Thiemann auf Anraten von Emmy Beckmann das 1. Staatsexamen ab. Anschließend nahm sie eine Tätigkeit als wissenschaftliche Klimatologin in Dresden an, gefolgt von einer längeren beruflichen Pause. 1943 ging Thiemann an das Marineobservatorium in Greifswald. Sie kam somit einer Verpflichtung zum Kriegsdienst zuvor. Kurz vor Ende des Zweiten Weltkriegs floh sie nach Hamburg, wo sie nach Kriegsende im Alter von 34 Jahren eine Ausbildung zur Lehrerin begann. Nach einem Besuch des Studienseminars an der Dammtorstraße beendete sie das Referendariat im April 1947 mit der 2. Staatsprüfung. Anschließend arbeitete sie als Wissenschaftliche Angestellte an der höheren Mädchenschule Curschmannstraße.
Nach der Versetzung an die Klosterschule am Westphalensweg 1949 lehrte Thiemann dort mehrere Jahrzehnte. 1951 beendete sie die Mitgliedschaft in der Gesellschaft der Freunde des vaterländischen Schul- und Erziehungswesens (GdF). Grund hierfür war die Entscheidung der GdF, die sechsjährige Grundschule einzuführen. Thiemann lehnte dies vehement ab, da sie dadurch ihr Ziel gefährdet sah, begabten Schülerinnen aus allen gesellschaftlichen Schichten einen Zugang zu einer grundständigen Ausbildung an einem Gymnasium bieten zu können. Die Lehrerin sprach sich gegen die Einführung eines Einheitsschulmodells in Hamburg aus, das sie zuvor auf einer Studienreise nach Schweden kennengelernt hatte.
Von 1960 bis 1973 übernahm Thiemann die Leitung der Klosterschule, an der 1968 die Koedukation eingeführt wurde. Zudem wurde ein Zweig eingerichtet, der sich auf Kunst fokussierte. An den Jubiläumsfeiern 1972 und 1997 nahm Thiemann aktiv teil. 1981 demonstrierte die ehemalige Schulleiterin gegen die mögliche Schließung der Bildungseinrichtung.
Käthe Thiemann war es wichtig, ihr Wissen bezüglich der Frauenemanzipation in Forschungen zur Geschichte der Schulen Hamburgs weiterzugeben. Auch wenn sie selbst hierzu nicht publizierte, sah sie darin die „Abtragung einer Schuld“.
Käthe Thiemann war verheiratet. Ihren Mann, der 1940 zum Kriegsdienst eingezogen worden war und 1950 aus Kriegsgefangenschaft in der Sowjetunion zurückkehrte, hatte sie während der Promotion kennengelernt.